# Lisa-Maria Zeller
Lisa-Maria Zeller (ur. 19 maja 1992) – austriacka narciarka alpejska, złota medalistka mistrzostw świata juniorów.

## Kariera
Po raz pierwszy na arenie międzynarodowej Lisa-Maria Zeller pojawiła się 6 grudnia 2007 roku w Gosau, gdzie w zawodach FIS Race zajęła 71. miejsce w gigancie. W 2011 roku wystartowała na mistrzostwach świata juniorów w Crans-Montana, gdzie jej najlepszym wynikiem było dziewiąte miejsce w slalomie. Jeszcze dwukrotnie startowała na imprezach tego cyklu, największy sukces osiągając podczas mistrzostw świata juniorów w Québecu w 2013 roku. Zwyciężyła tam w gigancie, wyprzedzając bezpośrednio Ragnhild Mowinckel z Norwegii oraz Francuzkę Romane Miradoli.
W zawodach Pucharu Świata zadebiutowała 17 marca 2013 roku w Lenzerheide, gdzie nie ukończyła pierwszego przejazdu w gigancie. Pierwsze pucharowe punkty wywalczyła 29 grudnia 2015 roku w Lienzu, zajmując 23. miejsce w slalomie. Startuje głównie w Pucharze Europy; najlepsze wyniki osiągała w sezonie 2014/2015, kiedy w klasyfikacji generalnej była czwarta, a w klasyfikacji slalomu odniosła zwycięstwo. Nie startowała na mistrzostwach świata ani igrzyskach olimpijskich.

## Osiągnięcia

### Mistrzostwa świata juniorów
| Miejsce | Dzień     | Rok  | Miejscowość   | Konkurencja | Czas biegu  | Strata  | Zwyciężczyni            |
| ------- | --------- | ---- | ------------- | ----------- | ----------- | ------- | ----------------------- |
| 3.      | 1 lutego  | 2011 | Crans Montana | Zjazd       | 1:32,11 min | +5,07 s | Lotte Smiseth Sejersted |
| DNF1    | 2 lutego  | 2011 | Crans-Montana | Gigant      | 2:28,27 min | -       | Sara Hector             |
| 9.      | 3 lutego  | 2011 | Crans-Montana | Slalom      | 1:40,32 min | +3,31 s | Jessica Depauli         |
| DSQ2    | 1 marca   | 2012 | Roccaraso     | Slalom      | 1:42,69 min | -       | Stephanie Brunner       |
| 6.      | 3 marca   | 2012 | Roccaraso     | Gigant      | 2:45,02 min | +0,95 s | Ragnhild Mowinckel      |
| DNF     | 5 marca   | 2012 | Roccaraso     | Supergigant | 1:06,99 min | -       | Annie Winquist          |
| DNF1    | 21 lutego | 2013 | Québec        | Slalom      | 1:52,10 min | -       | Magdalena Fjällström    |
| 1.      | 22 lutego | 2013 | Québec        | Gigant      | 2:22,23 min | -       | -                       |
| 14.     | 24 lutego | 2013 | Québec        | Supergigant | 1:00,89 min | +1,71 s | Stephanie Venier        |
| 25.     | 26 lutego | 2013 | Québec        | Zjazd       | 1:11,18 min | +1,96 s | Jennifer Piot           |

### Puchar Świata

#### Miejsca w klasyfikacji generalnej
- sezon 2012/2013: -
- sezon 2014/2015: -
- sezon 2015/2016: 98.

#### Miejsca na podium w zawodach
Zeller nie stawała na podium zawodów PŚ.